# Bataille de Siffin
 (mars 2017).
Si vous disposez d'ouvrages ou d'articles de référence ou si vous connaissez des sites web de qualité traitant du thème abordé ici, merci de compléter l'article en donnant les références utiles à sa vérifiabilité et en les liant à la section « Notes et références ».
Grande discorde
Batailles
Bassorah, Siffin, Nahrawân
La bataille de Siffin (en arabe : وقعة صفين) est un affrontement de la première Fitna ayant eu lieu entre mai et juillet de l'an 657 du calendrier julien.
Le gros des confrontations se produisirent entre le 26 et le 28 juillet (soit entre le 8 et le 10 Safar de l'an 37 du calendrier hégirien) près d'un petit village romain situé sur la rive droite de l'Euphrate, à 45 kilomètres de l'actuelle ville syrienne de Raqqa.
Les sahaba se scindèrent en trois groupes autour de ce combat final qui opposa ʿAli à Muʿâwiya. Le premier prit le parti d'Ali, le second celui de Muʿâwiya. Un troisième groupe, composé notamment de Saʿd ibn Abi Waqqas, Abdullah ibn Omar, Muhammad ibn Maslamah, Ousama ibn Zayd, Abou Bakra (en) et Imran ibn Husain (en), a opté pour la neutralité considérant que Muʿâwiya s'est trompé en refusant de reconnaître le califat d'Ali, mais aussi qu'Ali s'est trompé en marchant contre Muʿâwiya.

## Histoire
L'armée de Muʿâwiya  venant de Damas comptait 80 000 hommes, celle d'Ali 50 000 hommes. L'armée d'Ali arriva à Raqqa et fit construire un pont pour traverser le fleuve. Une première bataille eut lieu entre les deux avant-gardes qui se replièrent chacune dans leur camp. L'armée de Muʿâwiya prit position sur les rives du fleuve, ce qui empêcha les troupes d'Ali d'accéder à l'eau. Après une courte négociation, Muʿâwiya permit aux troupes d'Ali de se rendre au fleuve. Les deux armées se reposèrent pendant deux jours. Ali envoya des émissaires demandant de le reconnaître comme seul souverain légitime mais Muʿâwiya refusa prétextant qu'il était là pour venger ʿOthman.
Au début du mois de Mouharram, Ali déclara qu'il voulait que l'on cesse les combats pendant le mois sacré. Durant ce mois, les deux armées se firent face, sans réel combat et dans l'espoir d'une conciliation. À la fin du mois, Ali dit à ses hommes : « préparez vous à combattre demain ». Un assaut général qui dura deux jours vit l'armée de Muʿâwiya reculer. Les deux camps comptèrent de nombreux blessés et tués. À la fin de cet assaut l'armée de Muʿâwiya et celle d'Ali comptèrent 40 000 tués sans compter ceux qui moururent de leurs blessures dans les jours suivants. ʿAmr ben al-ʿAs, le général de Muʿâwiya utilisa alors une ruse : il fit mettre au bout des lances de ses soldats une page du Coran. Les soldats de l'armée d'`Ali arrêtèrent le combat ne voulant pas combattre contre le livre saint.
Les deux adversaires convinrent alors d'un arbitrage. Ali signa, plutôt contraint, un traité qui devait durer huit mois, laissant à ʿAmr et à Abou Moussa al-Achari le soin de trancher le conflit. Un certain nombre de partisans d'Ali refusèrent cette solution, arguant qu'Ali avait été désigné par Allah comme calife et qu'il n'a donc pas le droit de revenir sur cette décision divine. Ces réfractaires formèrent ensuite le courant kharidjite. Ali retourna vers Koufa.
Les deux arbitres désignés à Siffin devaient examiner le Coran chacun de son côté. Muʿâwiya et Ali devaient envoyer quatre cents hommes parmi les mieux qualifiés pour devenir calife pour assister aux débats. Abû Musa dit que le futur calife ne pouvait être ni Muʿâwiya ni Ali, ʿAmr lui répondit qu'il ne voyait pas pourquoi exclure Muʿâwiya, alors qu'Ali, au contraire devait être exclu comme responsable de la mort de ʿOthman. Finalement ils semblèrent tomber d'accord de soumettre le califat à l'élection et d'en exclure Muʿâwiya et Ali. Tout le monde se sépara et les Syriens nommèrent Muʿâwiya prince des croyants.
Ali voulut se diriger vers Damas pour affronter de nouveau Muʿâwiya, mais ses troupes demandèrent un repos à Koufa (658). Les kharidjites dirent alors à Ali « maintenant que tu as accepté cette conciliation, tu es hérétique et il nous est permis de te tuer ». Il remporta alors une victoire contre eux lors de la bataille de Nahrawân (659).
Dans les mois qui suivirent, Ali perdit un grand nombre de ses partisans: même son frère ʿAqil rallia Muʿâwiya.
En 661, des kharijites organisèrent un triple meurtre des protagonistes de cet arbitrage : Muʿâwiya à Damas, Ali à Koufa et l'arbitre du conflit ʿAmr en Égypte. Ils furent assassinés le même jour. Ali est alors mort de ses blessures, Muʿâwiya fut blessé et survécut, et ʿAmr échappa complètement à l'attentat.
Aux termes de la conciliation de Siffin, Muʿâwiya devenait le seul candidat au titre de calife et il fut alors généralement accepté comme calife, puisque Hasan, fils aîné d'Ali renonça au califat et à toute prétention. Il se retira alors à Médine avec sa famille en 662.